# Новий (Калузька область)
Новий (рос. Новый) — селище в Думіницькому районі Калузької області Російської Федерації.
Населення становить 558 осіб. Входить до складу муніципального утворення Присілок Буда.

## Історія
Від 2004 року входить до складу муніципального утворення Присілок Буда.

## Населення
| 2002 | 2010 |
| ---- | ---- |
| 299  | ↗558 |